# Grönhagen (Patriziergeschlecht)
Von Grönhagen (auch: von Grünhagen) ist der Name eines lüneburgischen (zeitweise auch braunschweigischen) Patrizier- und Ratsgeschlechts.

## Geschichte
Aus Grünhagen, einem Landgut des Lüneburger Klosters St. Michaelis, ca. 11 km südlich von Lüneburg bei Bienenbüttel an der Ilmenau, wanderte Ulrich von Gronenhagen in die Stadt Lüneburg ein, wo er 1357 Bürger wurde. Er ehelichte um 1355 Gesche von Stöterogge und bewohnte 1373 das von seinem Schwager Ludolf von Stöterogge erbaute Haus. Über die Lüneburger Saline kam die Familie zu Wohlstand und Ansehen. Ulrich starb 1378. Mit ihm beginnt die Stammreihe (bei Büttner) dieser Patrizier- und Ratsfamilie der Hansezeit, zugleich eines Lüneburger Sülfmeistergeschlechts – die Mitglieder waren folglich an der Saline siedeberechtigt.
Ein Familienzweig führt später auch ins Braunschweiger Patriziat.

### Stammbaum Von Grönhagen
Ulrich (nach Büttner „mit der Lilie“; † 1378), 1357 Bürger in Lüneburg (erw. 1357–74), wandert aus Grönhagen/Grünhagen bei Lüneburg ein; ⚭ um 1355 Gesche von Stöterogge, Tochter des Johann.
1. Ludolph
2. Nicolaus, 1390 Ratsherr, † 1400, ⚭  Tibbeke N.
  1. Elisabeth, 1397, ⚭ Henricus von Grabow
3. Gevehard (Gebhardus I.), Sülfmeister, auf Kirchgellersen (2 Höfe), † 1417, ⚭ um 1380 Catharina von der Möhlen (To. des Nikolai v. d. M., „des Ritters[1] und Bürgermeisters“ und der Beke v. d. Weser)
  1. Nicolaus II., Ratsherr 1414, Bgm. 1427, ⚭ Catharina von Grabow
  2. Ludolph II. war 1427 Priester und Vikar zu St. Johann und 1434 zu Dannenberg
  3. Johannes, Kanonikus zu Lübeck 1427, 1436
  4. Gebhard II., 1427 zu Lüneburg, ist 1439 Fürstlicher Hauptmann der Vogtei Bardowick, ⚭ Tibbeke von der Möhlen, des Herrn Johann Tochter
  5. Gebbeke († 1480), erhält Kirchgellersen, ⚭ I. Senator Rese, ⚭ II. 1436 Albert von der Möhlen
  6. Godele ⚭ 1436 Eggardo Schomaker
  7. Ludgard ⚭ Johannes Papen
4. Geseke, 1378 Begine im Blauen Convent zu Lüneburg
5. Beke, 1378 im Kloster Walsrode

Die von Grönhagen legten ein großes Vermögen in Häuserzinsen, Grund- und Zehntbesitz an (u. a. erwähnt Büttner vom Bischof von Verden die Zehnten verschiedener Ortschaften) und gewannen bezüglich ihres Vermögens und ihrer im Zusammenhang mit der Saline und dem Salzhandel entwickelten Wirtschaftskraft an entsprechendem politischen Einfluss. So finden sich Vertreter der Familie Grönhagen in Lüneburg wie in Braunschweig während der Hansezeit immer wieder im Stadtrat oder als Bürgermeister. Viele waren begüterte hanseatische Kaufleute, herzogliche Lehenträger und lang gediente Repräsentanten ihrer Stadt. Die Familie stellte auch eine Reihe von Klosterdamen. Man gab immer wieder Töchter als Nonnen in benachbarte Klöster (zumeist die sogenannten Lüne-Klöster) ab: Bereits in der zweiten Generation sieht man 1378 Töchter des Stammvaters Ulrich als „Begine im Blauen Convent“ (Geseke), während sich ihre Schwester Beke in das Kloster Walsrode begab. Eine Generation darauf stellt die Familie auch männliche Kleriker. Als Söhne Gebhards I. wurde Johannes I. „Canonicus“ in Lübeck und Ludolphus II. Priester, Vikar und Präpositus zu Dannenberg, während sein Bruder Gebhardus II. in Lüneburg die profane Seite als Fürstl. Hauptmann der Vogtei zu Bardowick vertrat. Aus der Beschreibung des großen Patrizierhauses des Heinrich III. von Grönhagen ist der zeitweilige Besitz von Schlössern und Vogteien dokumentiert.

### Fromme sowie profane Stiftungen und Vermächtnisse
Sie beschenkten in Lüneburg Vikarien in Cosmas und Damian und gründeten Vikarien zu St. Vitus in St. Johannes. Die Kapelle Trium Regum (Kapelle der Heiligen drei Könige) zu St. Johannes in Lüneburg ist von denen von Stöterogge auf die von Grönhagen und darauf an die Schomaker gelangt.
Auch das Haus der Barmherzigkeit trug das Grönhagensche Wappen: eine Einrichtungen zur Linderung der Not Bedürftiger in Lüneburg mit einer Kapelle, an der ein Kommendist dreimal wöchentlich Messe zu lesen hatte. Die Kommende war vermutlich von dem Ratmann Hinrik von Grönhagen errichtet, denn nach einer Aufzeichnung von 1525 war sie mit einer Rente von 20 Mark aus dessen Sülzgütern belegt. Ein Ausbau des Hauses muss in den Jahren 1537 und 1539 entstanden sein und trug die Wappen Grönhagens und seiner Frau Margarete von Sanckenstede.

#### Weitere Stiftungen
- Der St. Vitus-Altar auf dem Ratslektor der St. Johanniskirche in Lüneburg ist von Gebhardus I. Grönhagen gestiftet worden.
- Büttner erwähnt dortige Monumenta. Eines der hier einst vorhandenen Denkmale ist in der Bilderchronik des Helmold Rodewolt von 1587[4] vereinfacht abgebildet. Es war mit beigegebenen Wappen der Familien von der Möhlen, Abbenborg und Grönhagen ausgestattet.
- Ein anderes in St. Johannes von 1489 war dem Doktor Nicolaus Gronehagen, Proconsul zu Lüneburg, gewidmet.
- Ein Glasmalereifenster in St. Johannes war dem Senator „Dn. Henrici Gronhagen“ (⚭ M. Sanckenstede und stirbt 1540) gewidmet.
- Auch waren sie Beiträger zum Lüneburger Ratssilberschatz, wie aus einem Verzeichnis von 1526 ersichtlich ist: 94) „Ein gros Kop meisten teyls verguldet mit einem Deckel, so H. Heinrich Grünhagen etwa gegeben. 146) Eine silberne Schale mit einem fuss, so zu Herrn Heinrichen Grünhagen Hergewett gezogen, mit seinem und Sanckenstedens wapen. 148) Ein silb. Schalen mit der Grünhagens Schilde, im Schilde einem Hagen (der Zickzackzaun) im roten felde.“[5]

Die Braunschweiger Grönhagen waren auch Patrone einer Vikarie (geistliches Lehen) zu Steimke vor Isenhagen.

## Namhafte Familienmitglieder
- Nicolaus II. von Grönhagen († 1438 Lüneburg) Sülfmeister und Patrizier in Lüneburg. Lüneburger Ratsherr seit 1414, 1417 Bürgermeister (verehelicht mit Catharina von Grabow).
- Gevehard II. von Grönhagen (auch Gevert/Gebhardus, † 1456) Bürgermeister. (Sohn des Gevehard I.), 1420 Universität Rostock, 1438 herzoglicher Vogt zu Bardowick auf Schloss Lüdershausen und 1451–56 auf Schloss Moisburg.
- Nicolaus III. († 1489, begraben zu Lüneburg) war Bürgermeister der Hansestadt Lübeck. (Sohn des Johannes II. und der Ilsebe von Bothmer).
- Heinrich III. von Grönhagen († 1540) war seit 1487 Sülfmeister, 1499 Ratsherr und Bürgermeister sowie Patrizier in Lüneburg (verehelicht mit Margarete Sanckenstede).
- Johann von Grönhagen hatte seit 1491 das adelige Gericht Wendewisch und Schloss Bleckede an der Elbe inne.
- Henning von Grönhagen, († 1513) Stud. in Rostock 1484, Ratsherr in Braunschweig 1503–12, im Hagen, wurde beim Aufstand der Armen am 6. Juni 1513 vom Mob, dem er mutig entgegentrat, erschlagen. Er ist Vorfahre des Magdeburger Bürgermeisters Otto von Guericke.

## Wappen
Die Familie führte zwei unterschiedliche Wappen.
Nach Büttner: „Schild blau oder azurfarben, eine silberne Lilie aufgerichtet. Auf dem Helm war ein hoher blauer Hut mit einem schmalen silbernen Aufschlag, und über demselben 6 nebeneinander stehende weiße Strauß-Federn, unten in einen güldenen Knopff eingefasst, die Helm-Decken zu beiden Seiten weiß und blau.“
Das andere Wappen: Roter Schild, oben und unten mit je neun silbernen Kugeln belegt, durch welchen ein silbernes gezacktes Querband (oder zwei volle und zwei halbe, bzw. auch drei volle Rauten) verläuft, belegt mit einem Geflecht von grünen Zweigen (dem grünen „Hag“, Hecke oder Zaun – redendes Wappen) bzw. drei Blättern der Stechpalme im silbernen Zickzackband. Auf dem Helm kreuzweise geflochtene grüne Zweige mit meist drei Blättern. Die Helmdecken waren rot und weiß.
Ein mittelalterliches Beispiel: Glasmalerei-Fenster von 1412 aus der Leprosenkapelle des St. Vitus-Hospitals vor dem Lüneburger Tor in Uelzen – im Jahre 1890 in die Uelzener Heiligen-Geist-Kapelle umgesetzt. Darunter das von zwei grimmigen Löwen gehaltene Wappen der Stifterfamilie von Grönhagen. Als Stifter kommen hauptsächlich der bedeutende Bürgermeister Nicolaus II. und sein Vater Gevehard I. in Betracht.